# 喬埃爾·勒斯庫亞內克
喬埃爾·勒斯庫亞內克（1950年12月3日—）是一位已退休的法國外科醫生，同時也是一名性犯罪者和戀童癖者。他在2025年的案件被認定為法國史上最大規模的兒童性虐待審判，涉及至少299名受害者以及約30家醫院。在瓦讷法院審判的第一天，他坦承自己「犯下了可鄙的行為」，並造成了「無法抹滅、無法修復的傷痕」。
勒斯庫亞內克的犯罪行為橫跨1989年至2014年，當時他在多家醫院工作，大多數受害者是他的病人，且多數未滿15歲。受害者的平均年齡為11歲，最小的僅1歲，最年長的則為70歲。他保留了多本筆記，詳細記錄了許多事件。正是從這些文件中，部分受害者才得知自己在數十年前於醫院失去意識時遭到性侵。

## 早年生活與職業生涯
喬埃爾·勒斯庫亞內克出生於巴黎十四区，並於埃松省的伊韦特河畔维勒邦長大，後來進入南特大学修讀醫學，並於1981年畢業。他之後進一步專攻內臟及消化外科，並於1983年完成專科培訓。（部分來源指出他在1985年畢業，但此說法較不可信。）
同年，他搬到安德尔-卢瓦尔省，在洛什泉診所（La Fontaine de Loches）擔任外科醫師。1994年，他進入聖心綜合診所（Sacré-Coeur polyclinic），這是一家位於瓦讷的私人醫院。接下來的10年，他陸續在布列塔尼大區的多家醫院任職。
2004年，他通過公務醫師考試，被指派至洛里昂公立醫院（Lorient Public Hospital）。隔年，他獲得坎佩雷公立醫院（Quimperlé Public Hospital）的任命。2008年，他轉至瓊扎克醫院（Jonzac Hospital），並一直在該院任職，直到2017年因犯罪被捕入獄。

### 個人生活
勒史庫瓦內克（Joël Le Scouarnec）於1974年在南特攻讀醫學時，結識了瑪麗-法蘭絲（Marie-France），她是一名醫療工作者。兩人於1983年結婚，並育有三名子女。在勒史庫瓦內克的醜聞曝光並遭到監禁後，他的妻子與他離婚，正式結束婚姻關係於2023年。